# Sommer-Paralympics 2012/Teilnehmer (Bahrain)
| stlisierte Goldmedaille | stlisierte Silbermedaille | stlisierte Bronzemedaille |
| ----------------------- | ------------------------- | ------------------------- |
| —                       | —                         | —                         |

Bahrain entsendete zwei Sportler zu den Paralympischen Sommerspielen 2012 in London, jeweils einen Mann und eine Frau. Beide konnten bei der Veranstaltung keine Medaillen gewinnen.

## Teilnehmer nach Sportart

### Leichtathletik
| Fatema Nedham  | Diskuswerfen F51/52/53   | – | – | – | – | 9,83 m  | 8  | 8  |
| Fatema Nedham  | Speerwerfen F33/34/52/53 | – | – | – | – | 6,07 m  | 13 | 13 |
| Männer         |                          |   |   |   |   |         |    |    |
| Ahmed Meshaima | Diskuswerfen F37/38      | – | – | – | – | 40,21 m | 11 | 11 |
| Sandra Mast    | Kugelstoßen F37/38       | – | – | – | – | 13,52 m | 9  | 9  |